# Bonesteel
La ville de Bonesteel est située dans le comté de Gregory, dans l’État du Dakota du Sud, aux États-Unis. Sa population s’élevait à 275 habitants lors du recensement de 2010. La municipalité s'étend sur 0,35 mille carré (0,91 km2).

## Histoire
Fondée en 1902, la ville doit son nom à H. E. Bonesteel, un transitaire local.

## Démographie
| 1910 | 1920 | 1930 | 1940 | 1950 | 1960 |
| ---- | ---- | ---- | ---- | ---- | ---- |
| 563  | 652  | 564  | 532  | 485  | 452  |

| 1970 | 1980 | 1990 | 2000 | 2010 | - |
| ---- | ---- | ---- | ---- | ---- | - |
| 354  | 358  | 297  | 297  | 275  | - |